# الراشدية (الأحساء)
الراشدية حي في المبرز في المنطقة الشرقية في المملكة العربية السعودية.

## الموقع
يقع حي الراشدية في مدينة المبرز بالإحساء شرق طريق الملك عبد الله، ويحده من الناحية الشرقية حي النزهة، ومن الناحية الغربية حي الفيصل وحي الخرس ومن الجنوب حي القديمات وحي الشعبة، كما يتخلله شارع المدينة المنورة من الشرق إلى الغرب.

## المرافق
حديقة قصر محيرس، ومسجد المقبرة الشمالية، والبنك السعودي الفرنسي، سوق الثلاثاء، ومسجد بلال بن رباح، ومسجد البتول، ومدرسة الابتدائية الرابعة والعشرون بالمبرز، مركز الدانوب للتسوق، مسجد يحيي بن معين، وجامع الجوهره، ومسجد يحيى بن معين، وقصر محيرس. 